# Les Balesta
Les Balesta è un romanzo di Henri Bosco del 1956.
Il romanzo coniuga una storia d'amore contrastato a un forte elemento visionario, infatti la famiglia dei Balesta è tormentata da un dono funesto: il Don, appunto, che si scatena malvagiamente contro chi attenta alla felicità di un membro della famiglia, anche contro la volontà di costui.

## L'opera
La narrazione è incentrata sulle vicende di una famiglia – appunto i Balesta che danno il titolo al romanzo - originaria del Ducato di Savoia, emigrata in Provenza ai tempi del re Sole, i cui membri sono tormentati dal timore che un'oscura presenza, a cui essi alludono col nome di “Don”, provochi del male a chiunque causi loro una qualsiasi forma di sofferenza. Dopo diverse vicissitudini, un consistente nucleo di tale famiglia si stabilisce a Pierrelousse, una cittadina della Provenza. Ne fanno parte fra gli altri il giovane Melchior e la sorella Philomène, di poco più vecchia di lui, che nutre per il fratello una particolare predilezione. Il giovane si innamora di una ragazza, Élodie, con cui si incontra segretamente in un parco. Tuttavia, la sorella aveva altri progetti per lui e organizza un incontro con Justine, la figlia di un ricco commerciante, durante la Messa della domenica. Justine sente una forte attrazione nei confronti di Melchior, ma si accorge anche degli sguardi teneri che il giovane scambia con Élodie. Nonostante le paure di Élodie, la loro relazione continua e nella notte in cui i due si giurano eterno amore, la ragazza si sente afferrare e trascinare via da una forza misteriosa, che, se essi avessero potuto vedere, sarebbe apparsa loro come un'ombra.
Durante un altro incontro con Justine, organizzato nella casa di lei, la ragazza, sdegnata dell'indifferenza di Melchior, svela il suo segreto, causando uno scandalo che travolge anche Élodie mandata dai genitori in un convento, dove morirà giovane. Da quel giorno Melchior non vedrà più nessuna delle due ragazze e per il distacco traumatico da Élodie si ammala di “languore”. Lo va spesso a trovare il suo grande amico Méjemirande, che un giorno, per caso, intravede una nomade appartenente ad una tribù che pratica arti magiche che entra ed esce dalla casa di Melchior. Incuriosito, entra anche lui e, attratto da strani rumori provenienti dalla cantina, assiste non visto ad una riunione dei membri della famiglia Balesta immersi in preghiera e da ciò ha un primo sentore dell'esistenza di un oscuro segreto all'interno del gruppo: infatti, sente i partecipanti a questo strano rito pregare Dio di proteggerli dal fare e dal ricevere del male.
Un'ora dopo scompare Justine che viene ritrovata dal sagrestano priva di conoscenza in chiesa con un bouquet di fiori ed un ex voto a Sant'Anna, su cui i presenti si interrogano. Da quel giorno la ragazza non si riprenderà più e rimarrà in uno stato di incoscienza, “un corpo con un nome”, fino alla morte. Dopo questo episodio, Méjemirande inizia a intuire l'esistenza di un collegamento fra lo strano rito della famiglia Balesta a cui ha assistito e la sorte delle due ragazze.
Melchior e Méjemirande partono per un viaggio nel Regno di Sardegna ed in Toscana; durante il ritorno, facendo tappa a Marsiglia, Melchior apprende l'arte della lavorazione del ferro e della scultura delle statuine del presepe a cui si appassiona moltissimo.
Alla morte del padre, il giovane eredita una bellissima casa sulla piazza Aux Aubignettes, dove si trasferisce, dedicandosi alle sue attività preferite, cioè la scultura e l'arpa, dono di Méjemirande che vi ha fatto apporre una dedica a Élodie. È in questo periodo che Melchior scolpisce una Vergine a grandezza naturale con i tratti di Élodie.
Nel frattempo gli anni passano senza che si verifichino avvenimenti particolari nella vita del protagonista. 
Vicino di casa di Melchior è Trigot, un orologiaio curioso ed impiccione, che invidia il protagonista proprio per la sua capacità di estraniarsi dall'ambiente che lo circonda, perché tutto preso dall'amore per la sua attività di scultore e dal suono dell'arpa. Sulla stessa piazza c'è poi una casa disabitata da quarant'anni, il numero 9. Un bel giorno, però, il 3 settembre del 1817, con stupore degli abitanti, arriva un'anziana baronessa accompagnata da una domestica, una nipote di quest'ultima e da una ragazza misteriosa, di nome Ameline, che si stabiliscono nell'edificio.
Ameline mostra subito un forte interesse nei confronti di Melchior che da parte sua sembra a poco a poco come risvegliarsi dal suo torpore e cominciare ad interessarsi dei nuovi vicini.
La baronessa era vedova e teneva nella sua stanza un grande quadro del marito che stranamente assomigliava a Melchior. Non avendo avuto figli, aveva deciso di ospitare presso di sé Ameline che era nata da una relazione extraconiugale del marito e aveva già fatto testamento in suo favore.
Un giorno ad Ameline si rompe la chiave nella serratura della porta e le viene consigliato di rivolgersi a Melchior che è un fabbro molto abile. Questa è la prima occasione in cui i due entrano in contatto e la strana ragazza elabora un piano che ha come vittima Melchior.
Una sera d'inverno Trigot e Melchior notano sulla piazza coperta di neve una nube vaporosa con sembianze umane e riconoscono in essa la figura di Ameline. Più tardi Melchior vede Ameline scivolare e cadere svenuta sulla neve, così la soccorre, la porta a casa, stendendola vicino alla statua della Vergine e si accorge che nel suo viso si fondono i tratti del volto della Vergine e di Élodie. 
La baronessa inizia a sospettare che Ameline sciolga nelle tisane che prepara per lei una qualche droga, in modo da farla dormire tutta la notte, perciò ordina alla domestica di preparare lei le tisane e di buttare via quelle di Ameline. Inoltre, decide di cambiare il testamento e destinare tutti i suoi beni a Melchior, perché amava molto ascoltare il suono della sua arpa e aveva saputo che era una persona per bene ed assomigliava a suo marito.
Intanto Trigot spia gli incontri segreti fra Ameline e Melchior e decide di avvisare sia la baronessa sia Philomène.
La baronessa si reca allora a casa di Melchior per verificare l'informazione ricevuta, viene raggiunta da Ameline, il cui volto assume le sembianze della Vergine. La baronessa crede di assistere ad un'allucinazione e, sconvolta, esce con l'intenzione di stilare un nuovo testamento, ma tornando a casa sua, il cuore le cede e cade a terra senza vita. Dopo i funerali dell'anziana donna, Ameline si rifugia in un convento per tutto l'inverno e Melchior, pur essendo entrato in possesso della casa numero 9, non osa entrarci senza di lei. Una sera, però, vincendo le sue paure cede alla curiosità di entrare e prova un'emozione fortissima mista di paura e piacere. Si inoltra nella camera di Ameline e la ragazza gli appare come in sogno; da quella volta Melchior torna a farle visita ogni notte, innamorandosene sempre di più.
Ameline, intanto, stava creando le condizioni per isolare Melchior dalla sua famiglia e metterlo contro i suoi parenti. 
Intanto Philomène viene a sapere dalle sue figlie che Melchior ha ereditato i beni della baronessa, compresa la casa numero 9 e si reca da lui per chiedergliela per una figlia. Melchior, però, le replica che l'ha già affittata ad Ameline e i due fratelli litigano, tanto che Melchior scaccia di casa la sorella, che è sconvolta e terrorizzata per la possibile reazione del Don, dal momento che era la prima volta che si verificava una frattura all'interno della famiglia Balesta e capisce che la donna è la vera responsabile dell'accaduto: Ameline, che nel frattempo è ritornata a Pierrelousse, assiste soddisfatta al suo trionfo. Ancora una volta il volto della ragazza assume le sembianze della Vergine per catturare l'animo di Melchior e soggiogarlo alla sua volontà. I due partono per Crézolles, una località sulla costa, dove si sposano segretamente: Ameline torna quasi immediatamente a Pierrelousse, mentre Melchior resta a Crézolles, perché è malato. Lì viene raggiunto dall'amico Méjemirande che lo convince a ritornare a Pierrelousse. Ameline si accorge di aver perso un po' dell'ascendente sul marito, perché ha iniziato a sospettare il piano della donna, e che l'uomo desidera riconciliarsi con sua sorella. Allora cerca di riportarlo a Crézolles, ma lui con un espediente riesce a fuggire anche grazie all'aiuto di Trigot, ricongiungendosi con il resto della famiglia riunita a casa della sorella in occasione della festività dell'Epifania e si riconcilia con loro.
Due giorni dopo Melchior muore, Ameline, avvisata del suo decesso, pretende di entrare in possesso di tutti i beni del marito, il cui diritto le viene riconosciuto in seguito al loro matrimonio.

### Il Don
“Il Don si manifestava con loro, in loro, per loro e contro di loro”.
Il Don, il cui termine è collegato alla parola francese “don”, cioè dono, è al centro di tutta la vicenda, l'intera famiglia attraverso le generazioni appare ossessionata dalla sua azione e la condotta di ogni membro è fortemente condizionata dalla sua presenza, tanto che hanno elaborato perfino una serie di riti per scongiurare i suoi effetti, nei momenti più pericolosi e quando è più probabile che si metta in moto.
Poiché il Don puniva tutti coloro che causavano una qualsiasi forma di sofferenza ai membri della famiglia con la morte o con la perdita di una persona cara, senza badare alla gravità della colpa, tutti i Balesta, per evitare il senso di colpa che sarebbe derivato dall'azione del Don, mantenevano una condotta esemplare e si mostravano molto gentili con gli altri in modo da non creare conflitti. Loro stessi evitavano di parlarne apertamente perfino fra di loro e mantenevano questo segreto gelosamente all'interno del gruppo famigliare. In ultima analisi loro stessi erano vittime del Don, che li privava, sia pure indirettamente, della loro libertà di agire.
È evidente l'intervento del Don nella morte di Élodie e nella misteriosa malattia di Justine, più problematica sembra, invece, la conclusione della storia di Ameline, che pur avendo addirittura causato una frattura fra i due fratelli, pare persino essere premiata con il conseguimento dell'eredità di Melchior a cui lei tanto aspirava: di fronte alla perplessità di Philomène in seguito all'esito della vicenda, Méjemirande trova questa spiegazione: “Il Don colpisce soltanto l'essere umano consapevole e cosciente, Ameline è l'incarnazione stessa dell'inesistenza, un mistero. Forse un giorno Dio, che è giusto, potrà dare una risposta”.

#### Le costanti
- La casa

Ricorre prepotentemente nei romanzi di Bosco,  e la pone, quale personaggio principale di alcuni suoi romanzi, tra i quali appunto Les Balesta. Attorno ad essa si snoda la tematica del romanzo con gli intrighi, le passioni ed i misteri di natura sovrannaturale e diabolica. La casa ereditata dallo Zio in Piazza “Aubignettes” e la casa di famiglia  “Trevignelle”, proteggono Melchior dagli avvenimenti esterni, mentre la n. 9, che la malasorte gli assegna, è catalizzatrice del male e del mistero, e sarà tra le artefici del suo tragico destino.
- Dimore sotterranee: scantinati e caverne

Gli scantinati rischiarati da luci fioche, accrescono il mistero delle litanie religiose recitate al loro interno,  la caverna, che si snoda in profondità, nelle viscere della terra, illuminata da fuochi e falò è la costante per mezzo della quale stregoneria e riti eretici conducono il lettore in una dimensione esoterica.
- La notte e le ombre

La notte è la costante immancabile nei romanzi di Bosco;  le tragedie e gli avvenimenti sinistri, che coinvolgono i personaggi principali del romanzo,  si svolgono al calare del giorno, quando le ombre si materializzano avvolte nel mistero.
- Le stagioni

Le stagioni scandiscono le abitudini degli abitanti di Pierrelousse.
L'inverno in particolare, diviene teatro di avvenimenti tragici che vengono favoriti dal freddo e dalla neve.
- Religione

Ricorre nei riti eretici dei nomadi e delle streghe, e nelle preghiere rivolte a Dio dai Balesta in segno di riconoscimento per grazia ricevuta,  ma soprattutto per scongiurare il manifestarsi del Don.